# Cantón de Gouarec
El cantón de Gouarec era una división administrativa francesa, que estaba situada en el departamento de Costas de Armor y la región de Bretaña.

## Composición
El cantón estaba formado por ocho comunas:
- Gouarec
- Laniscat
- Lescouët-Gouarec
- Mellionnec
- Perret
- Plélauff
- Saint-Gelven
- Saint-Igeaux

## Supresión del cantón de Gouarec
En aplicación del Decreto nº 2014-150 de 13 de febrero de 2014, el cantón de Gouarec fue suprimido el 22 de marzo de 2015 y sus 8 comunas pasaron a formar parte del nuevo cantón de Rostrenen.